# 深頜蜥屬

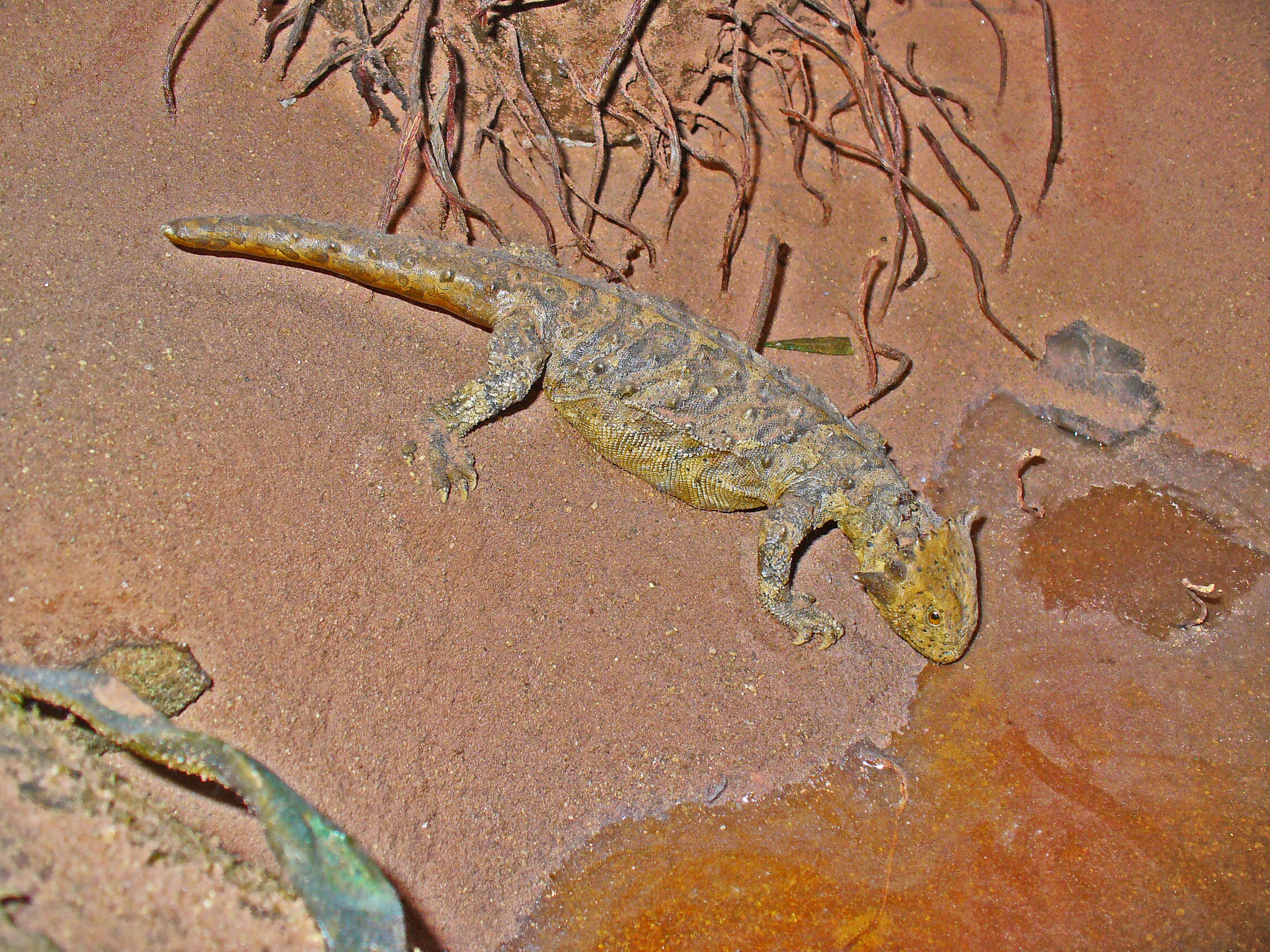
深頜蜥的實體模型

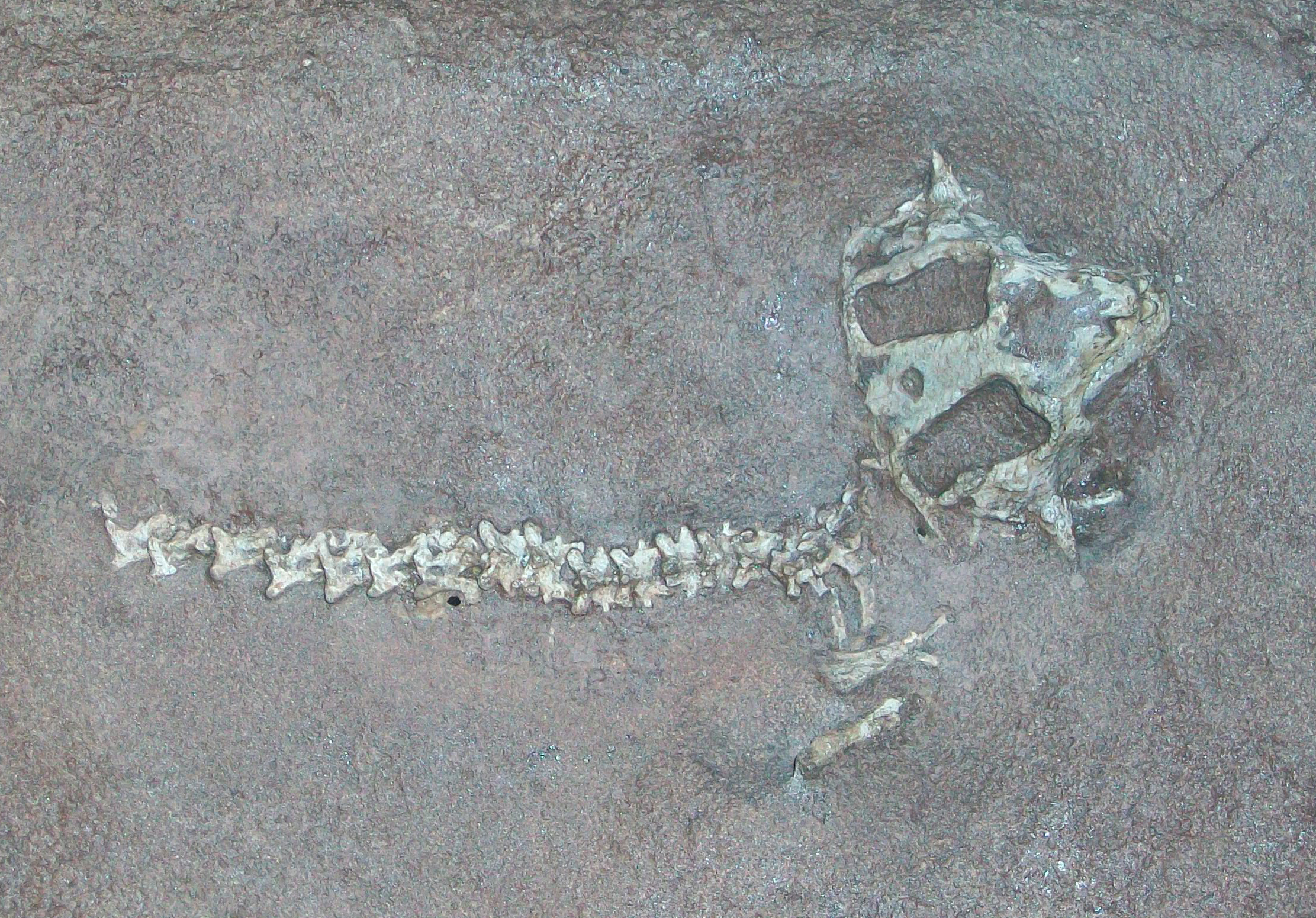
深頜蜥的編號AMNH 1676標本

深頜蜥屬（屬名：Hypsognathus），意為“高的頜骨”，是已滅絕爬行動物的一屬，屬於副爬行动物的前稜蜥形目，生存於晚三疊紀的紐澤西州、康乃狄克州。身長約33公分。
深頜蜥的外形類似蜥蜴，但是跟現代蜥蜴沒有接近親緣關係。深頜龍的身長約33公分。牠們的牙齒寬廣，而被認為是草食性動物。牠們的身體低矮、寬廣，並擁有相當短的尾巴。深頜蜥的頭後方有數個針狀物，可能用來抵抗掠食動物。